# 上林恒平

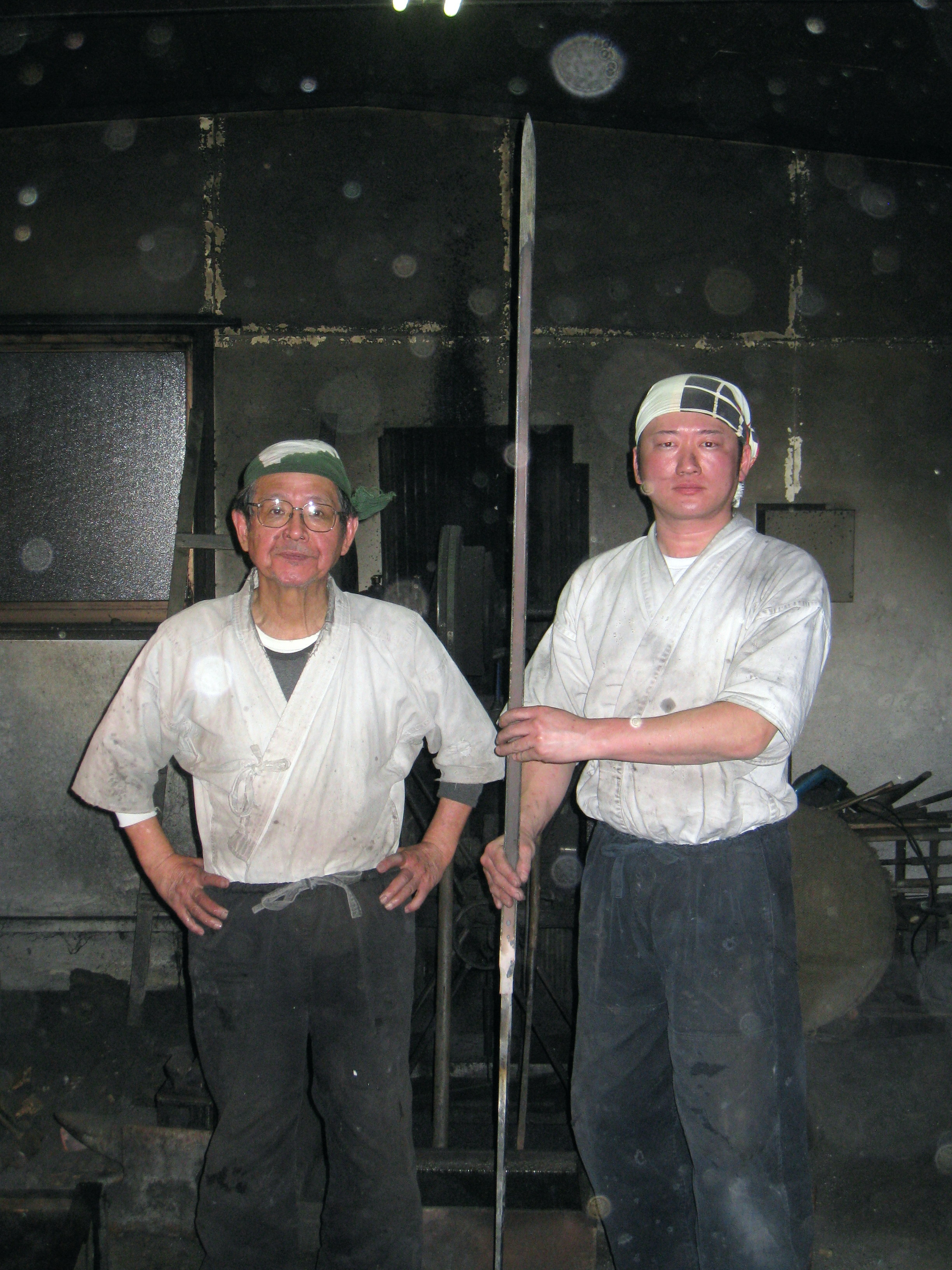
御手杵の写しを制作する上林恒平（左）と高橋恒厳（右）

上林 恒平（かんばやし つねひら、昭和24年（1949年） - ）は、山形県東田川郡藤島町（現・鶴岡市）出身の、刀工。山形県県指定無形文化財（工芸技術）保持者。致道博物館評議員。

## 人物
人間国宝の宮入行平刀匠に師事し、柳村仙寿に刀身彫刻を学んだ。

## 略歴
- 1949年、山形県東田川郡藤島町（現・鶴岡市）に生れる。
- 1967年、山形県立鶴岡工業高等学校を卒業し、人間国宝の宮入行平刀匠に師事する。
- 1973年、文化庁から作刀承認を受ける。
  - 同年、日本美術刀剣保存協会新作名刀展で努力賞を受賞する。以後、高松宮賞2回、特賞7回を受賞した。
- 1985年、新作名刀展の無鑑査となる。
- 1986年、山形市大字長谷堂に鍛刀場を開く。
- 2008年、山形県県指定無形文化財（工芸技術）に指定される。

## 受賞歴
- 新作名刀展・努力賞
- 新作名刀展・高松宮賞、計2回。
- 新作名刀展・特賞、計7回。

## 弟子
- 加藤慎平
- 松田恒治
- 高橋恒厳